# Propiram
Propiram – organiczny związek chemiczny, syntetyczny opioid (z otwartym łańcuchem). Znajduje się w grupie II-N Ustawy o przeciwdziałaniu narkomanii. Jest objęty Jednolitą konwencją o środkach odurzających z 1961 roku (wykaz II, jego preparat także w wykazie III).